# Ferrara
Ferrara este capitala provinciei cu același nume. Situat pe râul Po, orașul Ferrara are o structură urbanistică bine păstrată din secolul XIV, când era guvernată de familia d'Este.
Ansamblul clădirilor monumentale renascentiste din Ferrara a fost înscris în anul 1995 pe lista patrimoniului cultural mondial UNESCO.

## Personalități
- Girolamo Frescobaldi (1583 - 1643), compozitor
- Giovanni Battista Riccioli (1598 - 1671), astronom, călugăr iezuit
- Arcangelo Corelli (1653 - 1713), compozitor
- Michelangelo Antonioni (1912 - 2007), regizor
- José Greci (1941 - 2017), actriță
- Gianfranco Chiarini (n. 1966), bucătar celebru.

## Demografie
Ferrara - evoluția demografică

|  | Graficele sunt indisponibile din cauza unor probleme tehnice. Mai multe informații se găsesc la Phabricator și la wiki-ul MediaWiki. |

Date: Recensăminte sau birourile de statistică - grafică realizată de Wikipedia